# 157.ª Divisão de Montanha (Alemanha)
A 157ª Divisão de Montanha (em alemão:157. Gebirgs-Division) foi uma unidade militar que serviu no Exército alemão durante a Segunda Guerra Mundial.

## Comandantes
| Comandante                                | Data                                            |
| ----------------------------------------- | ----------------------------------------------- |
| Generalleutnant Dipl. Ing. Paul Schricker | 1 de setembro de 1944 - 27 de fevereiro de 1945 |

## Oficiais de operações
| Major Johannes Koepper]] | 1 de setembro de 1944-27 de fevereiro de 1945 |